# Église Santa Maria Maddalena de' Pazzi (Naples)

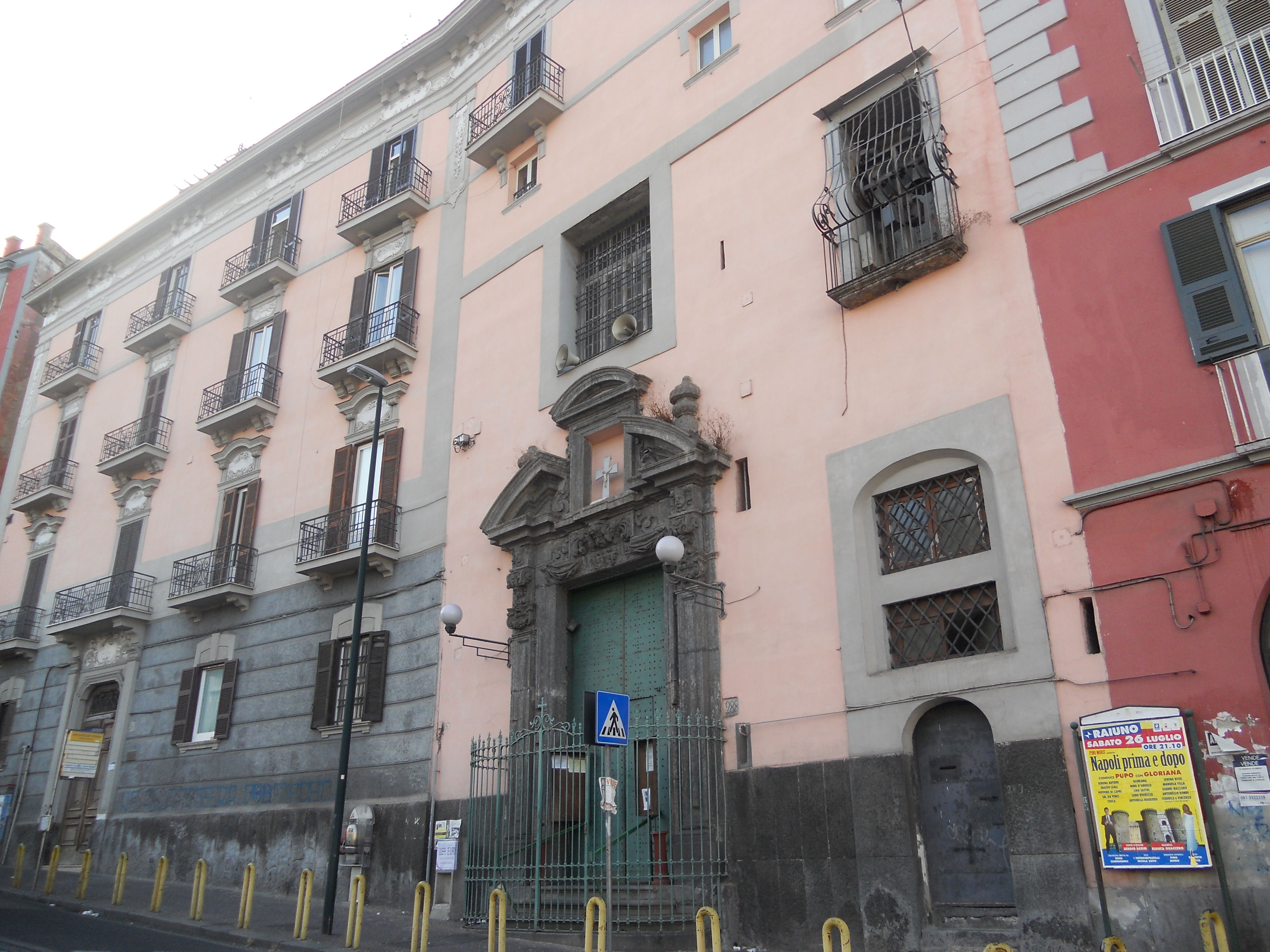
Façade de l'église et de son couvent.

L'église Santa Maria Maddalena de' Pazzi (Sainte-Marie-Madeleine-de-Pazzi) est une église de Naples située via Salvator Rosa. Elle est dédiée à sainte Marie-Madeleine de Pazzi. 

## Histoire
L'église et son couvent sont fondés au XVIIe siècle pour accueillir les carmélites qui venaient de quitter leur monastère du Très-Saint-Sacrement. 
Le marchand Gaspare Roomer est le fondateur du nouveau couvent ayant donné les fonds nécessaire à l'achat du terrain et demandé qu'il soit consacré à sainte Marie-Madeleine de Pazzi canonisée en 1669. 
L'ensemble est bâti selon les dessins d'Onofrio Tango, mais c'est Giovanni Sparanno qui en assume les travaux. Au XVIIIe siècle, Mario Gioffredo redimensionne le couvent, puis l'ensemble est remanié par Pompeo Schiantarelli et Giuseppe Astarita (it).

## Description
L'intérieur de l'église conventuelle est à nef unique dans une croix grecque. On remarque au-dessus du maître-autel un grand tableau de Paolo Finoglio figurant Marie-Madeleine et Marie-Madeleine de Pazzi priant devant l'ostensoir soutenu par des anges. L'église possède aussi deux tableaux représentant l'un Saint Antoine et l'autre, Sainte Lucie datés de 1920 par Davide Forte.
La façade de l'église qui s'insère dans le bâtiment conventuel est simple, mais elle présente un portail baroque de piperno d'un certain intérêt artistique. Il était originairement décoré de dorures et de fresques.

## Voir aussi

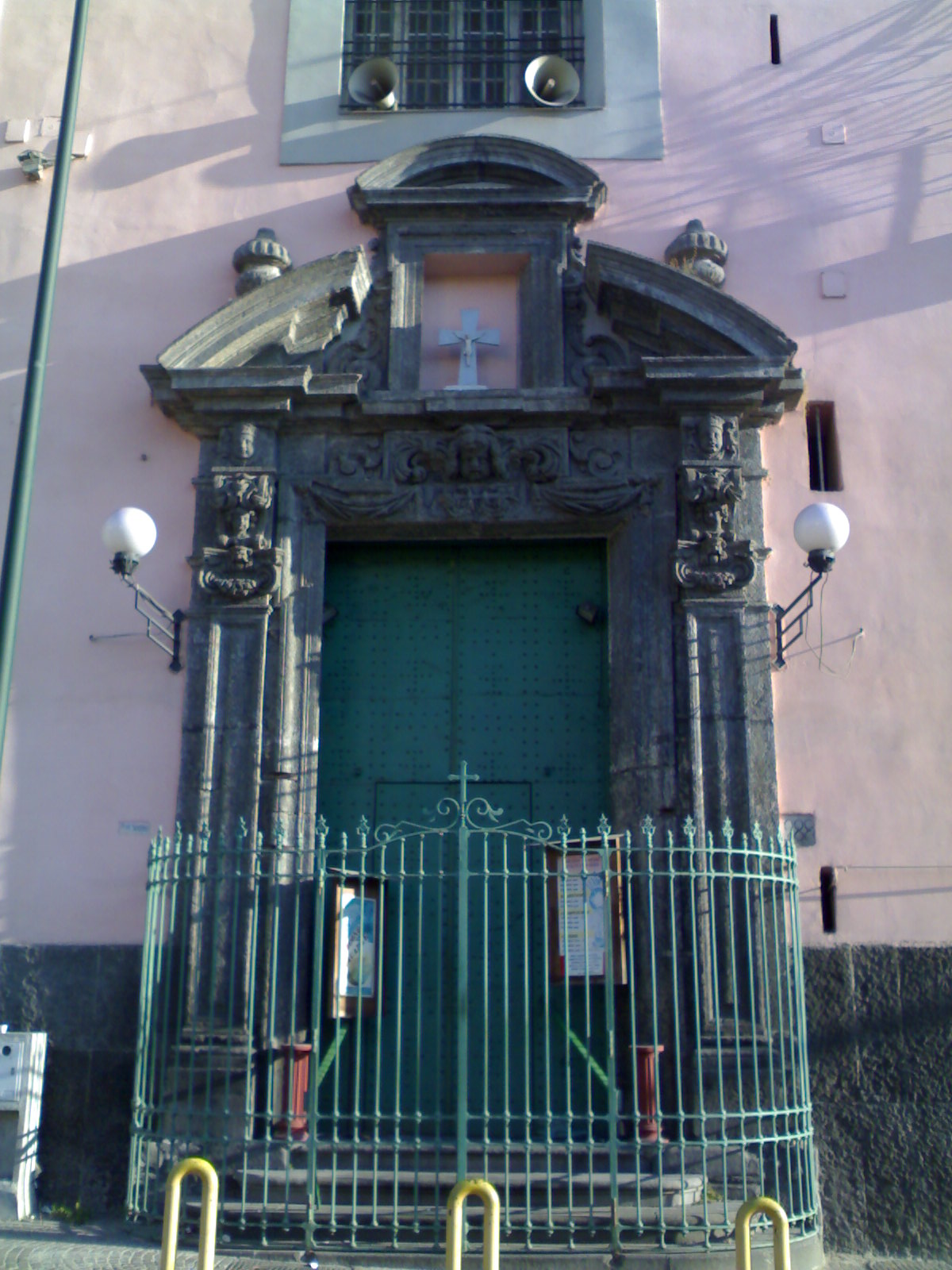
Portail de l'église à motifs floraux

## Illustrations

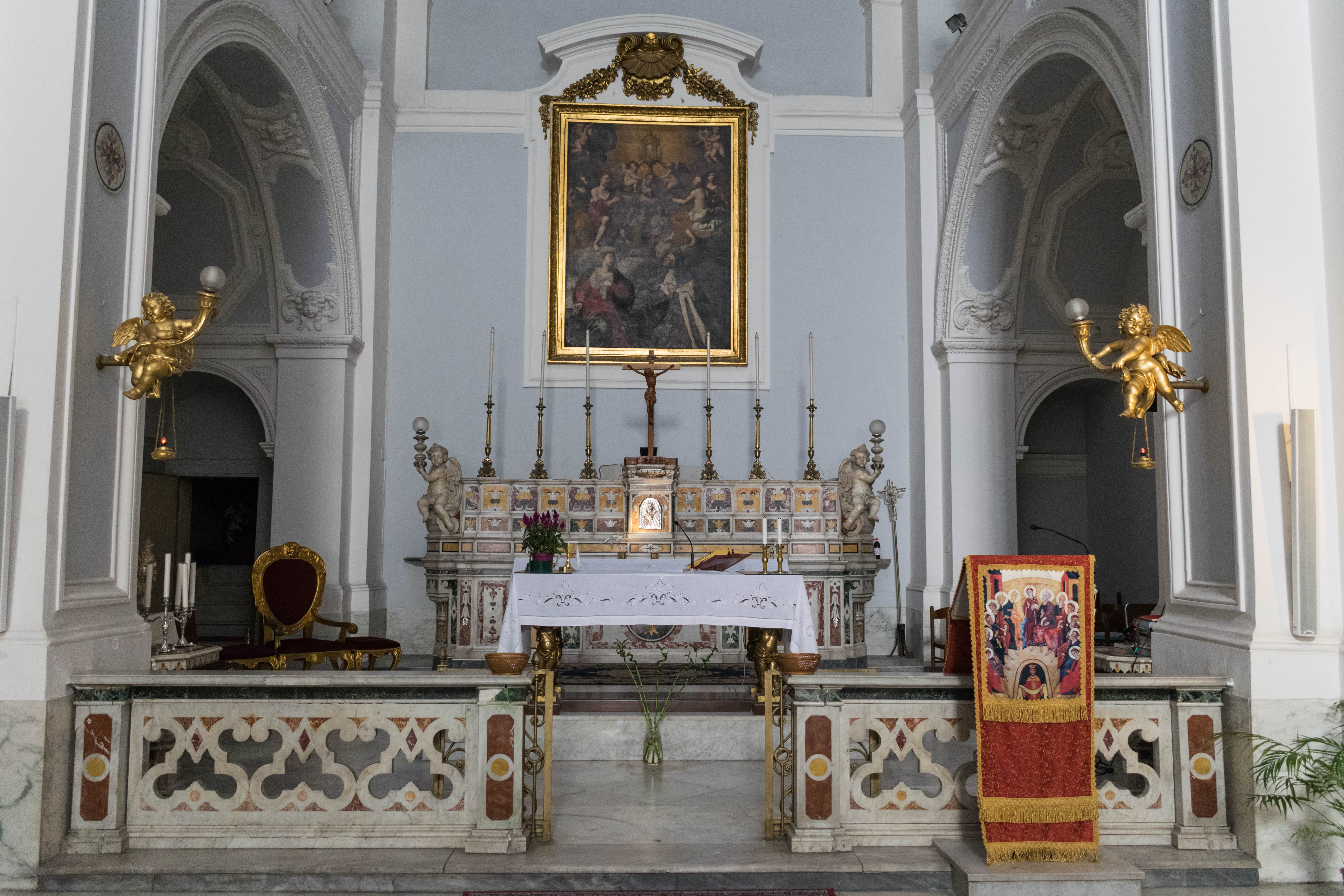
Autel
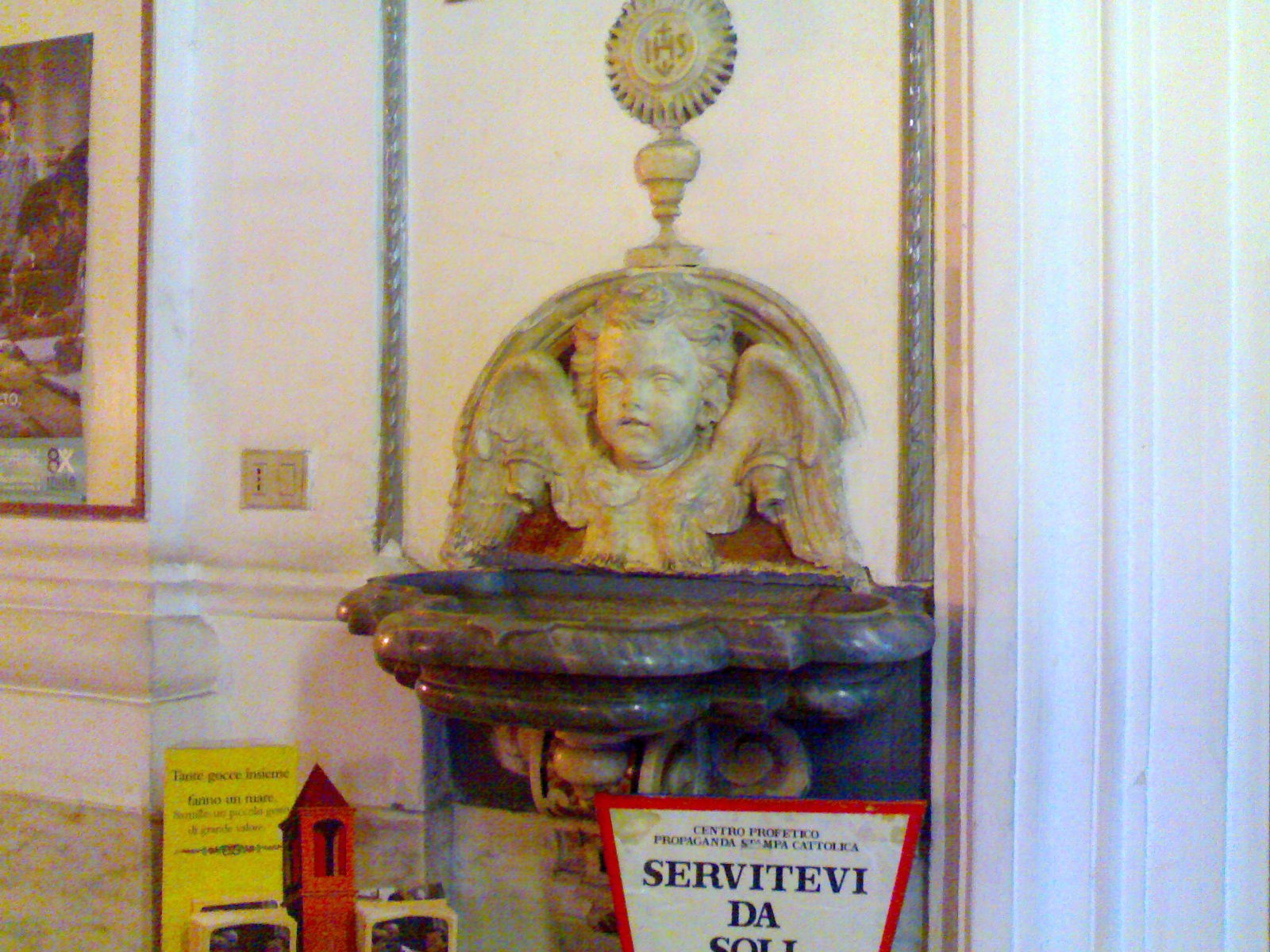
Vue d'un bénitier de l'église

## Source de la traduction
- (it) Cet article est partiellement ou en totalité issu de l’article de Wikipédia en italien intitulé « Chiesa di Santa Maria Maddalena de' Pazzi (Napoli) » (voir la liste des auteurs).